# 바로크

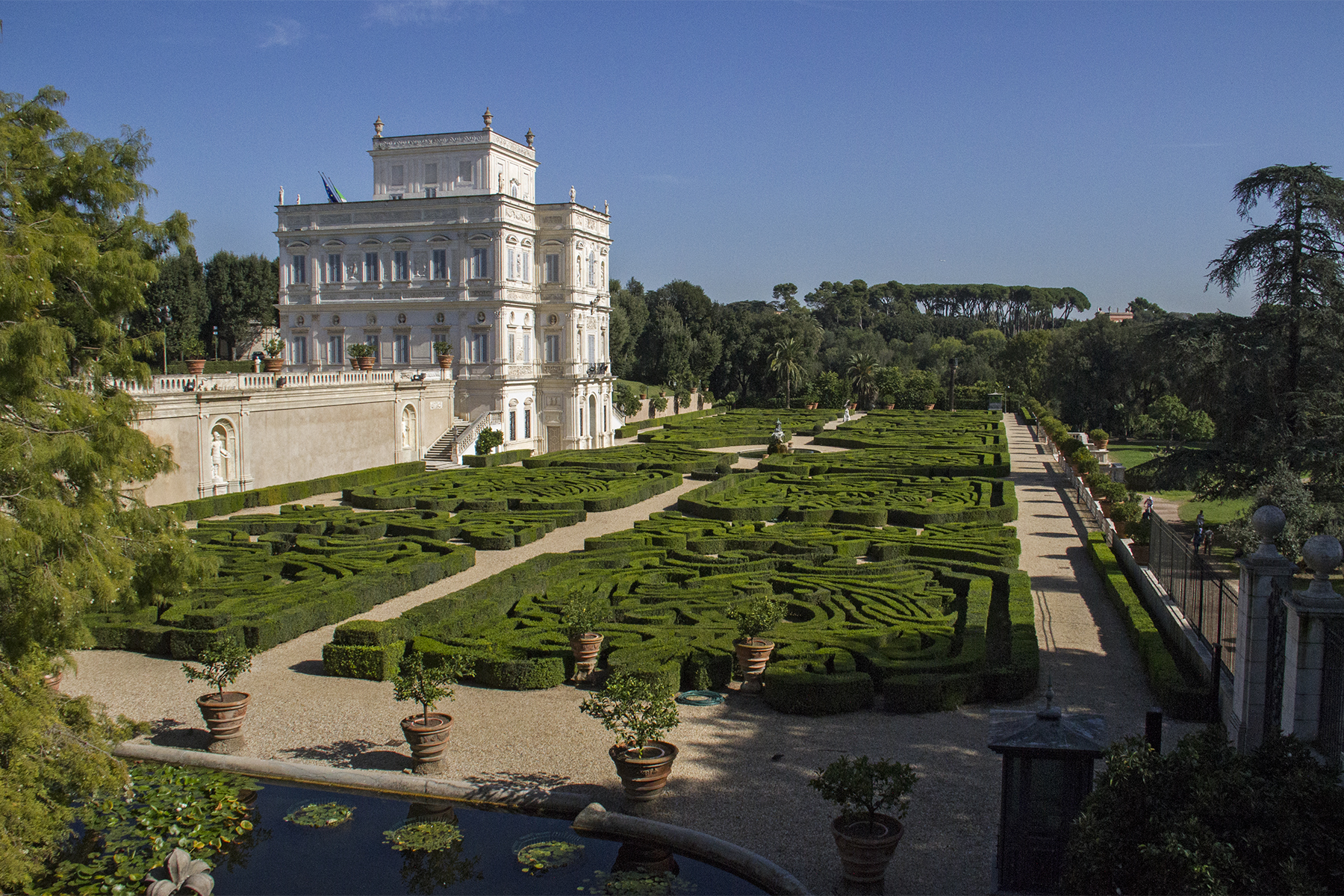

바로크(프랑스어: baroque, Baroque, 이탈리아어: barocco, 독일어: Barock, 문화어: 바로끄)는 서양 예술사에서 시대를 구분하는 용어이자 예술 사조의 한 유형이기도 하다. 어원은 ‘일그러진 진주’를 의미하는 포르투갈어 pérola barroca의 프랑스 전사인 baroque에서 유래했다. barocco 라는 이탈리아어에서 나왔다는 설도 있는데, 뜻은 왜곡된 삼단법, 혹은 불협화음으로 인한 비정상적인 소리를 의미한다. 바로크의 예술적 표현 양식은 르네상스 이후 17세기에서 18세기에 걸쳐 서양의 미술, 음악, 건축에서 잘 나타나고 있다. 양식의 변천에 따라 바로크의 시대는 전기, 중기 그리고 후기로 나뉜다. 예술적 경향에서 보면 후기 바로크 시대는 곧 로코코 시대로 넘어가는 과도기라고 볼 수 있다.
유명한 음악도 많이 있다. 예를 들어 미뉴에트 같은 음악이 있다. 파격적 효과, 감각적 풍요, 생동감 있는 동적 표현, 화려하고 풍부한 장식 등이 주요 특징이다. 르네상스 양식의 균형과 조화에 반하여, 최소한의 질서 안에서 우연과 자유분방함이 강조된다.
18세기에 들어와서도 바로크는 로코코 양식 속에서 명맥을 유지하였다.

## 배경
1. 반종교 개혁운동
종교개혁으로 인해 약화된 지상의 가치, 인간이 지닌 감정, 상상력 등에 대한 가치를 반종교적인 입장에서 받아들였다.
2. 부르주아 계급의 성장으로 인한 정치 체계의 변화
수공업과 상업에 바탕을 둔 부르주아들이 과거 귀족들의 경제적 수준에 버금가는 부를 이루었고, 이들이 절대 군주를 지지하기 시작하였다. 이들은 화려하고 장식적인 바로크 예술 형태를 권력의 상징으로 간주하였다.

## 회화
바로크 미술은 역동적인 형태를 포착하는 것과, 빛과 어둠의 대비를 극대화시키는 데에 중점을 둔다. 흔히 바로크 미술의 시작 지점은 로마이고, 최초의 바로크 미술가는 카라바조라고 간주되고 있다. 미술사에서 바로크는 미술의 모든 장르와 하나의 시대를 한꺼번에 포함하는 마지막 양식이다. 바로크 이후로 미술사에서는 동시대에 여러 가지 미술 사조가 등장하며, 각각의 장르에 따라 서로 다른 양식을 보이기도 한다.
- 카라바조
- 루벤스
- 렘브란트 반 라인
- 아르테미시아 젠틸레스키
- 안토니 반 다이크
- 베르니니
- 벨라스케스
- 루카 조르다노

## 조각
조각에는 이탈리아의 잔 로렌초 베르니니가 대표적인 작가로, 이들은 동적, 환각적인 표현으로 '성 테레사의 도취'나 '성 베드로 성당'의 내부장식과 광장의 콜레네이드를 완성하여 바로크 최대의 조각가로 군림하였다.

## 음악(작곡가)
- 이탈리아: 클라우디오 몬테베르디, 안토니오 비발디, 아르칸젤로 코렐리 등
- 독일: 요한 야콥 프로베르거, 디트리히 북스테후데, 게오르크 필리프 텔레만, 요한 제바스티안 바흐, 게오르크 프리드리히 헨델(나중에 영국으로 귀화) 등
- 프랑스: 장바티스트 륄리, 프랑수아 쿠프랭, 장필리프 라모 등
- 동유럽: 얀 디스마스 젤렌카(체코),  그제고시 게르바지 고르치츠키(폴란드) 등
- 영국: 헨리 퍼셀

## 문학
프랑스 문학사에서는 플레야드 말기부터 17세기 중엽까지의 시대를 ‘전(前)고전주의 시대’라 불러온 데에 대하여 이 시대에 고전주의로 향하는 경향을 이탈한 문학을 오히려 이 시대를 대표하는 것으로 보아, 이것을 ‘바로크 문학’이라 하여 고전주의에 대치시키는 움직임이 근년 문학사가들 사이에 일어났다.
문학에 있어서 바로크의 특징은 ⑴ 안정보다 움직임의 중시, ⑵ 단념보다도 격한 감각의 존중, ⑶ 장식성의 우월, ⑷ 기발한 비유·대조·과장과 파격적 구문의 사용 등이다. 시에서는 도비네, 장 드 스퐁드(1557-1597), 초기의 말레르브, 극에서는 로베르 가르네(1544-1590)와 로트루(1609-1650), 초기의 코르네유 등에 이 경향이 있다고 한다.

## 연극
순식간에 로맨틱한 정원에서 궁전으로 바뀌는 무대 장치는 데우스 엑스 마키나식 플랏에서 처음 고안되었다. 이러한 무대 장치로 연극에서는 이 세상 모든 것을 다 표현 할 수 있게 되었다. 현재 브로드웨이 연극 등 상업적 연극에서 보이는 드라미틱한 무대 장치는 바로크 시대의 연극에서 기원하였다.
영화 바텔, 파리넬리와 바르셀로나 리세우 대극장에서 상연된 오페라 오르페우스는 바로크 시대의 스타일을 잘 표현하고 있다.

## 건축
- 성 베드로 대성당 · 베르사유 궁전 · 빌라노우 궁ㆍ캄피돌리오 광장ㆍ런던의 성 파울 성당

## 같이 보기
- 서양 미술사